# Pic brun
Micropternus brachyurus
Genre
Espèce
Statut de conservation UICN

 LC  : Préoccupation mineure
Le Pic brun (Micropternus brachyurus) est une espèce de pic vivant à travers l'écozone indomalaise.

## Nidification
Il construit son nid parmi les nids de fourmis du genre Crematogaster.